# Loki

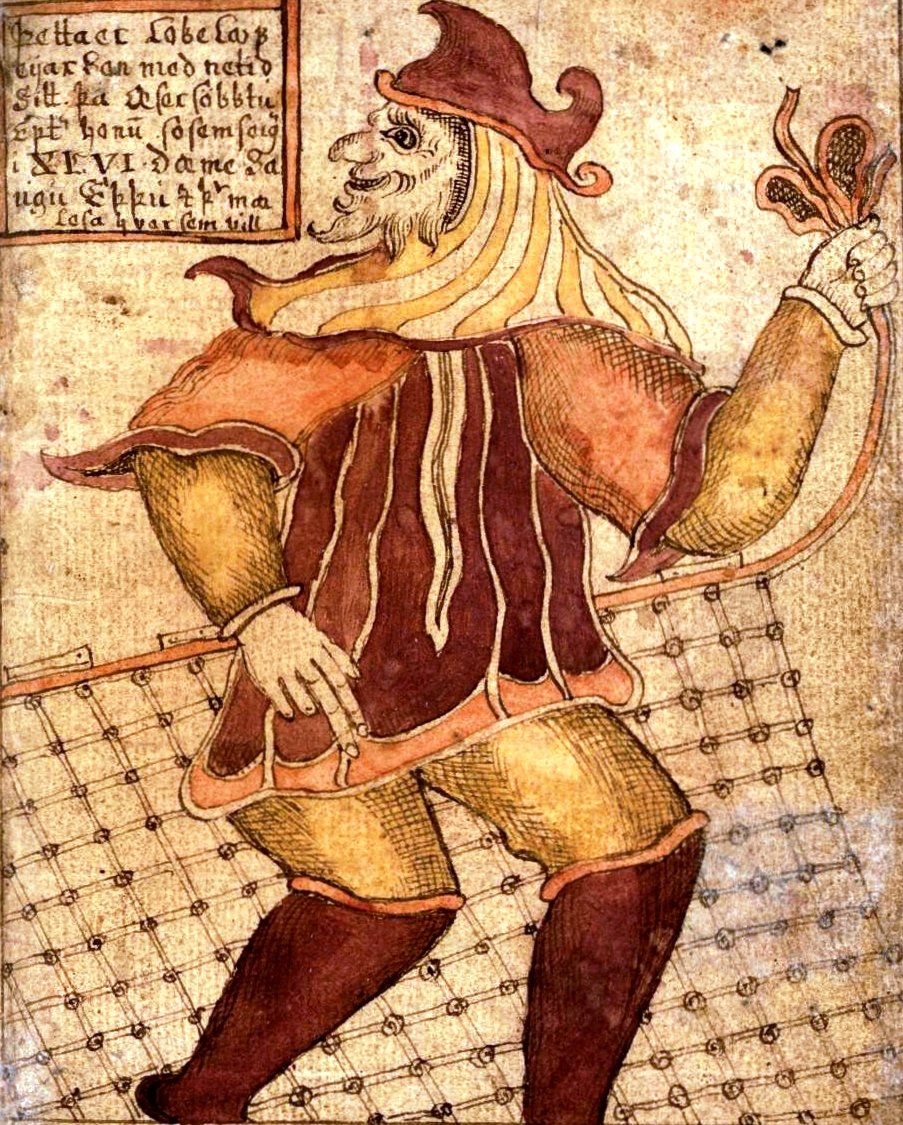
Loki amb una xarxa de pescar. Imatge del manuscrit Reginsmál del.

En la mitologia nòrdica, Loki és el déu del foc i de l'engany; és fill dels gegants Laufey i Farbauti, té dos germans, Helblindi i Býleistr, dels quals es coneix ben poc. Tot i ser un gegant se'l considera membre dels Aesir per un pacte de sang fet amb Odin. A les Eddas és descrit com "l'origen de tots els enganys" fins a l'assassinat de Baldr es relacionà lliurement amb la resta de déus i fou considerat com un germà o fill per Odin. Després d'això els Æsir el van capturar i el van lligar a tres roques. S'alliberarà dels seus lligams per lluitar contra els déus en el Ragnarök.

## Figura de Loki
Tot i les moltes investigacions fetes, la figura de Loki roman fosca; no hi ha traces d'un culte i el seu nom no apareix en cap toponímia. En termes religiosos, Loki no és una deïtat. Com que no tenia ni culte ni seguidors (no se n'ha trobat cap indici), és més aviat un ésser mitològic. En l'actualitat molts grups neopagans que s'autoanomenen lokians li rendeixen culte, el que l'eleva de categoria a déu menor. No obstant això, compten amb oposició de molts grups pagans ja assentats com els folkish. Algunes fonts de vegades ho relacionen amb els Æsir, però això probablement es degui a la seva estreta relació amb Odín i la quantitat de temps que va passar al costat dels déus en comparació amb els seus (per la qual cosa s'associa a Lugh seu paral·lel en el panteó celta).
En els idiomes escandinaus continentals (suec, noruec i danès) el seu nom és Loke (pronunciat «luque»). El compositor Richard Wagner va presentar a Loki sota el nom germanitzat de Loge en la seva òpera Das Rheingold. Existeix un gegant del foc denominat Logi, motiu pel qual, a causa de la seva similitud en la pronunciació, moltes vegades se'l confon amb ell i se l'associa amb el foc.
D'acord amb algunes teories dels erudits, Loki és concebut com l'esperit del foc amb tot el potencialment beneficiós o perjudicial que aquest pot ser. No obstant això, és possible que aquest punt de vista sigui conseqüència de la confusió lingüística amb logi «foc», a causa que hi ha molt poca indicació d'això en els mites, on el paper de Loki era principalment el de astut homòleg o antagonista d'Odín.
De fet, hi ha una història en Gylfaginning en l'Edda prosaica de Snorri on Loki competeix contra un jotun anomenat Logi en una competència d'ingerir aliments i perd, ja que quan ell acaba, Logi no només havia menjat la carn sinó també els ossos i el plat, després descobreixen que Logi en realitat era la personificació del foc i havia adquirit la seva aparença usant màgia.
Ström identifica Odin i Loki al punt de cridar a Loki «una hipòstasi d'Odín», i Rübekeil suggereix que tots dos déus eren originalment idèntics, derivant del cèltic, Lugus (nom que després va derivar en Loki).

## Família de Loki
El pare de Loki és un jötun, el gegant Farbauti, qui l'engendra amb Laufey. Per aquest origen, Loki no és mai un déu de ple dret com la resta, fet que podria explicar el seu caràcter d'antagonista d'aquests.
Loki s'uneix contra la seva voluntat amb un cavall, Svaðilfari, transformat en una euga i pareix Sleipnir. La primera parella formal, però, és la geganta Angrboda, amb qui té tres criatures: el llop Fenrir, la deessa Hel i la serp Jormungand, tots tres desterrats d'Asgard per por que tinguessin massa poder.
Posteriorment es va casar amb Sigyn, qui va romandre al seu costat en el seu suplici.

## Enganys i ardits de Loki
Quan els déus s'acabaven d'instal·lar al seu món, temien ser atacats pels gegants i van planejar construir una altíssima muralla màgica que els protegís. Un estrany personatge s'aparegué entre ells per dur a terme la feina, però demanava a canvi la mà de Freia i poder controlar els astres del cel, el sol i la lluna. Loki convenç els déus de pactar amb ell que accediran a la seva petició si basteix la muralla en menys d'una estació, fet considerat impossible. Un cop sent la promesa dels déus, el constructor crida el seu cavall màgic Svaðilfari i comença a arrossegar pedres enormes a gran velocitat. Tement perdre la juguesca, tots culpen a Loki. Aquest es transforma en una euga en zel que distreu el cavall perquè la feina no es pugui acabar.
També als inicis de l'era divina, Loki va decidir un dia tallar els cabells de Sif. Va ser obligat a pensar en una manera de tornar-los-hi. Llavors va pactar amb els nans que li creessin una cabellera bellíssima, així com regals per als déus, aprofitant la rivalitat entre dues famílies de forjadors. Va enganyar-los dient que hi hauria un concurs per a jutjar el millor artesà i va prometre deixar tallar-se el cap si no era així. Quan es descobreix la seva maniobra, el nan va a tallar-li el cap però Loki se salva dient que ha promès entregar el seu cap però no el seu coll i que el nan pretén tallar-li part del coll per agafar la testa.
Un dels regals dels nans va ser Mjolnir, el martell de guerra. Malauradament un gegant el roba i només el vol retornar a canvi de la mà de Freia. Els déus pacten que Thor fingirà que es Freia i anirà acompanyat de Loki com a donzella cap al suposat banquet nupcial i allà recuperaran el martell. Loki ha d'usar tot el seu enginy perquè el gegant no els descobreixi abans d'hora.
En una excursió amb els déus, Loki és apressat per una àguila, a qui promet les pomes d'Iðunn si l'allibera. Després enganya Iðunn dient-li que hi ha unes pomes més boniques que qualsevol poma daurada que ella pugui custodiar. Ella, encuriosida, segueix Loki per veure les pomes i l'àguila se l'emporta. Els déus munten en còlera amb Loki perquè les pomes mantenen la seva joventut eterna, així que Loki ha de recuperar-les amb un nou truc on usa les seves metamorfosis per fugir de l'àguila.
Els seus enganys arriben a la fi amb la mort de Bàlder, o segons altres versions, després d'haver insultat els déus en un banquet. Aquests, farts dels problemes que sempre els causa Loki, decideixen encadenar-lo amb els budells dels seus fills i sotmetre'l a un suplici amb verí. Loki jura venjança i quan aconsegueix alliberar-se a la fi dels temps provoca el Ragnarök.

## Influència en la cultura popular
Loki apareix com el malvat principal en el còmic de Thor de Marvel Comics. També apareix en el mateix paper a la pel·lícula Thor i a The Avengers, on és interpretat per Tom Hiddleston.
A la sèrie de TV Supernatural l'Arcàngel Gabriel baixa a la Terra després de la caiguda de Llucifer, el qual pren la forma del déu Loki.
La pel·lícula La màscara tracta sobre una màscara que és, en realitat, el déu Loki desterrat per Odin de l'Asgard.
A la lluna Ío, la més propera a Júpiter es troba el volcà Loki, el més actiu del Sistema Solar.
El volcà Laki o Lakagígar (cràters de Laki) és una fissura volcànica situada al sur d'Islàndia.
Al manga Kenichi, existeix un grup d'artistes marcials anomenat Ragnarok, el quart membre dels quals representa a Loki.
Al manga Matantei Loki Ragnarok el protagonista és el déu sota l'aparença d'un nen de dotze anys.
Al llibre American Gods de Neil Gaiman, Shadow és company de cel·la d'un estrany criminal anomenat "Low Key Lyesmith", qui més tard es revela com a Loki.